# Rostanga bassia
Rostanga bassia is een slakkensoort uit de familie van de Discodorididae. De wetenschappelijke naam van de soort is voor het eerst geldig gepubliceerd in 1989 door Rudman & Avern.